# Skins Lake Indian Reserve 16A
Skins Lake Indian Reserve 16A är ett reservat i Kanada.   Det ligger i provinsen British Columbia, i den centrala delen av landet, 3 700 km väster om huvudstaden Ottawa.
I omgivningarna runt Skins Lake Indian Reserve 16A växer i huvudsak blandskog. Trakten runt Skins Lake Indian Reserve 16A är nära nog obefolkad, med mindre än två invånare per kvadratkilometer.